# اللبنة (السبرة)

تعديل مصدري - تعديل

اللبنة محلة تابعة لقرية جري جماعي، التابعة لعزلة بلادالجماعي بمديرية السبرة إحدى مديريات محافظة إب في الجمهورية اليمنية.، بلغ تعداد سكانها 33 حسب تعداد اليمن لعام 2004.